# Kinixys belliana
La tortuga semidesértica (Kinixys belliana) es una especie de tortuga de la familia Testudinidae. Tiene la bisagra típica del género Kinixys. Esta especie es la más común y se distriuye por toda África, principalmente en Sudán, Tanzania, Congo y hasta el sur de África. Por la gran extensión de su distribución tiene varias subespecies y grandes variaciones a lo largo de su amplia gama.

## Descripción
Kinixys belliana es una tortuga de tamaño pequeño de color marrón claro. Pueden crecer hasta los 22 cm. En la parte posterior de su caparazón, la tortuga tiene una bisagra de 90 grados que, cuando está cerrada, protege las patas traseras y la cola de los depredadores. Esta amplia banda de tejido conectivo flexible se encuentra entre los costales 4, 5, 7 y 8  en adultos. Tiene cinco garras en cada pata delantera a excepción de una de las subespecies, K. b. nogueyi.

## Subespecies
- K. b. belliana   (Kinixys belliana común)

- K. b. domerguei    (Kinixys belliana del norte)

- K. b. nogueyi   (kinixys belliana del oeste)

- K. b. zombensis   (kinixys belliana del sureste)